# Mandane de Media
Mandane era la hija del rey medo Astiages. Fue dada en matrimonio al aqueménida Cambises I, rey de los persas, para neutralizar el poder persa. Este matrimonio también estaba relacionado con el hecho de que su padre, habiendo tenido un mal presagio sobre su hija, había elegido casarla no con uno de los medos, sino con un hombre de estatus inferior.
 Fue la madre del gran rey de los medos Ciro II, a quien Astiages intentaría matar más tarde al ser informado por una visión de que su nieto usurparía su trono. Encargó Astiages esta tarea al leal Harpago, que no se haría cargo de ello  y lo delegó con engaños  al ganadero Mitradates, quien, informado de la identidad del neonato, se negó a matarlo, llevándolo primero a su propia casa  y sustituyéndolo por el niño muerto que su mujer acababa de traer al mundo. Hecho esto, Harpago envió guardias para comprobar que el infanticidio se había llevado a cabo, mientras Ciro era criado por Mitradates.